# مهارات حياتية
المهارات الحياتية (بالإنجليزية: life skills) هي سلوكيات تستخدم بمسؤولية وعلى نحو ملائم في إدارة الشؤون الشخصية. وهي مجموعة من المهارات البشرية التي تكتسب عبر التعلم أو التجربة المباشرة التي تستخدم للتعامل مع المشكلات والأسئلة التي تواجه عادة حياة الإنسان اليومية. ويختلف تصنيف المهارات اعتماداً على المعايير الاجتماعية وتوقعات المجتمع والصفات الشخصية للمتعلمين من حيث العمر والجنس ومستوى التعليم والمهارات التي يتقنها الفرد عن غيره، ومستوى الاستيعاب لكل منهم.
تكمن أهمية وجود المهارات الحياتية في حياة الفرد في قدرته على التكيّف مع كافّة الظروف، والنجاح في نهضة المجتمعات وازدهارها، ومُنطلق ذلك من الدين الحنيف الذي بيّن أنّ الغاية من خلق الإنسان هي إعمار الأرض وخلافتها، وقد حثّ النبي محمد -صلى الله عليه وسلم - على إتقان العمل والقيام به على أفضل صورة؛ إلّا أنّ نقص المهارات الحياتية لدى الأجيال الحالية يُعتبر من أهمّ المشكلات التي يجب البحث عن حلول سريعة لها، ذلك أنّ مخرجات المؤسسات التربويّة تفتقر إلى المهارات الحياتيّة، وبالتالي يفشل الكثير في حياتهم الوظيفية والشخصيّة؛ بسبب غياب هذه المهارات لديهم.

## المفهوم
عرفت منظمة الصحة العالمية المهارات الحياتية بأنها القدرات التي تمكن الأفراد القيام بسلوك تكيفي وإيجابي يجعلهم قادرين على التعامل مع الحياة اليومية وتحدياتها. حيث إنها بالغة الأهمية لمواجهة المواقف المختلفة، بشكل إيجابي للمشاركة في العالم الحديث الممتلئ بالتحديات الجديدة. ويكون ذلك عبر تعزيز السلوكات الشخصية الايجابية والتكيف الاجتماعي والمواطنة والموقف الإيجابي في العمل.
أو هي" المهارات الشخصية والاجتماعية التي يحتاجها الشباب كي يتعاملوا بثقة وكفاءة مع أنفسهم أو مع الناس الآخرين ومع المجتمع المحلي
ويمكن تعريفها أيضا بأنها مجموعة من السلوكيّات والمهارات الشخصيّة التي تلزم كلّ فرد؛ ليتعامل مع المجتمع بثقةٍ أكبر، وبقدرةٍ عاليةٍ على اتّخاذ القرارات المهمّة في حياته، والأنسب له على جميع المستويات الشخصيّة والاجتماعيّة، والجنسيّة، والعمل على تطوير الذات؛ من أجل التعامل مع الآخرين بإيجابيّةٍ، وتفادي الوقوع في الأزمات، والتغلّب عليها عند حدوثها.
عَرّفت منظّمة الأمم المتّحدة للطفولة المهارات الحياتيّة بأنّها مجموعة من المهارات النفسيّة والشخصيّة التي تُساعد الأشخاص على اتخاذ قراراتٍ مدروسةٍ بعنايةٍ، والتواصل بفعاليّة مع الآخرين، وتنمية مهارات التأقلم مع الظروف المحيطةِ، وإدارة الذات التي تؤدي إلى التقدّم والنجاح.

## نبذة حول المهارات
اصدرت اليونيسيف عام 2003 دليلا للمهارات الحياتية بهدف الترويج لمهارات الحياتية الاساسية واهميتها للشباب واليافعين، وتم استخدامه في المنطقة العربية، وبعد تجربة الدليل لمده عشرة سنوات وبعد التشاور مع مجموعة استشارية شبابية صدر دليل جديد يضم أربعة مجموعات من المهارات، ويضم كل جزء من الاجزاء الاربعة (4-6)مهارات فرعية.

## الأهمية
تكمن أهمية مهارات الحياة في حياة الإنسان المتعلم لها بأنها:
- تحقق التكامل بين المدرسة والحياة من خلال ربط حاجات المتعلمين ومواقف الحياة باحتياجات المجتمع، مما يساعد في إدارة المتعلم لحياته بشكل فيه من المرونة والفاعلية والاعتماد على النفس والقدرة على التكيف الإيجابى مع بيئته ومواكبة التغيرات ومواجهة الضغوط.
- إعطاء الفرصة للمتعلم كي يعيش بشكل أفضل، خاصة في مجتمع يتميز عصره بالإنفجار المعرفي والمعلوماتى والتقني السريع والاقتصاد المعرفي والمتزايد يوما بعد يوم. حيث يحتاج الشباب إلى تلك المهارات المستند التعامل معها إلى تكنولوجيا المعلومات والحاجة إلى «قدرات عملية منافسة».
- اكتساب المتعلم خبرات مباشرة من خلال التعامل المباشر مع الأشخاص والظواهر الحياتية، مما يعطيه القدرة على الدمج بين ما يتعلمه ويدرسه وما يواجهه خلال التفاعل مع الواقع المحيط.
- توفر الإثارة والتشويق للعملية التعليمية لارتباطها بحاجات المتعلم، وتزود المتعلم بأساليب حديثة للحصول على المعلومات والمعارف ذاتيا من المصادر المعتمدة.
- الشعور بمشكلات المجتمع والرغبة في حلها والتعاون مع المحيطين به.
- التفاعل الصحي بين المتعلم وبين الآخرين وبينه وبين البيئة والمجتمع من خلال الإتصال والتواصل معهم والتعبير عن الآراء والأفكار بشكل واضح وصحيح.
- تمكن المتعلم من الارتباط بالمجتمع العالمي والتعرف على القضايا العالمية واكتساب معلومات ومعارف عن حياة الشعوب.

## التعداد والتصنيفات
أشارت منظمة (اليونيسف) للطفولة إلى أنه ليس هناك قائمة نهائية للمهارات النفسية الاجتماعية والحياتية. مع ذلك، ورد في دليل منظمة الأمم المتحدة للطفولة الكثير من المهارات النفسية الاجتماعية ومهارة القدرة ومهارات الحياة التي على الاخرين اتقانها والتي تعتبر مهمة بشكل عام. وتستخدم العديد من المهارات مع الممارسة في وقت واحد. مثل مهارة التخطيط واتخاذ القرار والتواصل مع الاخرين لحل خلاف شخصي مع الاخرين، أي "ماهي خياراتي الآن؟. وحيث أن التبادل ما بين المهارات هو ما يصدر نتائج سلوكية قوية، خاصة عندما يتم دعم الاستراتيجيات الأخرى في هذا النهج. ويمكن ان تختلف المهارات الحياتية عن محو الامية المالية من خلال الوقاية من تعاطي المخدرات، إلى التقنيات العلاجية التي تتعامل مع الإعاقات مثل مرض التوحد. صممت مناهج المهارات الحياتية K12، وغالبا ما تؤكد مهارات التواصل والمهارات العلمية اللازمة إلى عيش نجاحات مستقلة لتطوير ذوي الاحتياجات الخاصة/طلاب التعليم الخاص مع برنامج التعليم المنفرد.

## الأبوة والأمومة
غالباً ما يتم تدريس المهارات الحياتية في مجال تربية الأطفال إما بشكل غير مباشر من خلال الملاحظة والتجربة على الطفل، أو بشكل مباشر لغرض تعليم مهارة محددة. وأيضا يمكن الاخذ بعين الاعتبار وتدريس مهارة التعامل مع الحمل وكيفية تربية الأطفال على أنها مجموعة من المهارات الحياتية لأنفسهم. ويمكن أن يتزامن تعليم الأبوة والأمومة هذه المهارات الحياتية مع المهارات الحياتية الاضافية لتطوير الطفل. يتوفر العديد من برامج مهارات الحياة عندما تنهار الهياكل الأسرية التقليدية والعلاقات الصحية سواء كان ذلك بسبب غفلة الوالدين أو طلاقهم أو بسبب المشاكل مع الأطفال (مثل تعاطي المخدرات أو سلوك آخر خطر) مثل منظمة العمل الدولية التي تعلم المهارات الحياتية للأطفال العاملين السابقين والأطفال المعرضين للخطر في أندونيسيا لمساعدتهم في تجنب أسوأ أشكال عمالة الأطفال.
فترة الشباب السلوك الوقائي مقابل التطور الإيجابي في حين أن بعض برامج المهارات الحياتية تركز على تعليم الوقاية من بعض السلوكيات التي وجدها معهد البحث حيث أن هذه البرامج يمكن أن تكون غير فعالة نسبيا ً. بناء على أبحاث مكتب خدمات الاسرة والشباب قسم الولايات المتحدة. أيدت وزارة الصحة والخدمات الإنسانية نظرية تنمية الشباب الإيجابي كبديل للبرامج الوقائية الاقل فعالية. تأتي تنمية الشباب الإيجابي لتكون معروفة بالتركيز على نقاط القوة في الفرد بدلا من الاساليب القديمة التي تميل إلى التركيز في ضعف الإمكانات التي لم يتم عرضها. وقد وجد مكتب خدمات الأسرة والشباب الأفراد الذين طوروا المهارات الحياتية بطريقة إيجابية بدلا من الوقائية، وهي الطريقة التي يشعر فيها بأكبر احساس من الكفاءة والمنفعة والمقدرة والانتماء.

## أقسام مهارات الحياة

تصنيف المهارات الحياتية

بحسب تصنيف منظمة اليونيسيف فقد تم تقسيم مهارات الحياة إلى أربعة اقسام ينبثق عن كل منها عدة مهارات:
- 1 مهارات الإدارة[5]
- 2 المهارات الادراكية
- 3 المهارات الاجتماعية
- 4 مهارات العمل المشترك

### مهارات الإدارة
- الوعي بالذات.
- تقدير الذات والثقة بالنفس
- تأكيد الهوية والمسؤولية
- مقاومة الضغوط

### المهارات الادراكية
- التفكير الإبداعي
- التفكير النقدي
- اتخاذ القرار
- حل المشكلات

### المهارات الاجتماعية
- الإصغاء
- التواصل
- التفهم وقبول الآخر
- تأكيد الذات
- التفاوض

### مهارات العمل المشترك
- التحري الإيجابي
- التخطيط
- القيادة
- فريق العمل
- الحملات والمبادرات

## مهارات أخرى
- ادارة الوقت
- مهارات كسب التأييد:
  - التأثير في الآخرين
  - الإقناع
  - التشبيك
  - التحفيز

ويتم ذكر مهارتت اخرى كمهارات الحياة مثل:
- التعبير عن المشاعر
- مهارات التفاوض وإدارة النزاع
- مهارات الرفض
- التقمُّص العاطفي (تفهُّم الغير والتعاطف معه)
- التعبير عن الاحترام لإسهامات الآخرين
- تقييم الشخص لقدراته وإسهامه في المجموعة
- مهارات الدعوة لكسب التأييد
- مهارات التأثير
- مهارات التشبيك
- مهارات جمع المعلومات
- تقييم النتائج المستقبلية للإجراءات الحالية على الذات وعلى الآخرين
- تحديد الحلول البديلة للمشكلات
- مهارات التحليل المتعلقة بتأثير القيم والتوجهات الذاتية وتوجهات الآخرين عند وجود الحافز أو المؤثر
- مهارات الوعي الذاتي بما في ذلك معرفة الحقوق، والتأثيرات، والقيم، والتوجُّهات، ومواطن القوة ومواطن الضعف
- مهارات إدارة المشاعر
- إدارة وامتصاص الغضب
- التعامل مع الحزن والقلق
- مهارات التعامل مع الخسارة، والإساءة، والصدمات المؤلمة
- إدارة الوقت
- تقنيات الاسترخاء

### الاستعداد لدخول سوق العمل
- مهارات التقييم المهني[6]
- مهارات البحث عن الوظائف
- كتابة السيرة الذاتية
- مهارات مقابلة العمل
- المظهر العام

### المهارات اللازمة للشباب العاملين
- قواعد وسلوكيات مكان العمل[6]
- مهارات العلاقات مع العملاء
- المهارات البحثية
- المهارات والثقافة المالية
- القيادة الشخصية
- حقوق ومسؤوليات مكان العمل

### مهارات الرياديين الشباب
- تطوير خطة الاعمال[6]

## النظريات النفسية والتربوية
1. نظرية نماء الطفل اليافع
2. أنماط الذكاء المتعدد
3. نظرية التعلم الجماعي
4. نظرية السلوك الإشكالي
5. نظرية الأثر الاجتماعي
6. الحل المعرفي للمشكلات
7. نظرية المرونة والتكيف مع الوضع
8. نظرية العمل المبني على الحُجة والمنطق
9. نموذج الإيمان الصحي
10. نظرية مراحل التحول (نموذج نظرية التغيير).
11. نموذج برونفنبرينير للنماء الكلي (نظرية النظم الإيكولوجية): التي طورها يوري برونفنبرينير والتي تنقسم إلى أربعة مستويات